# 日産・クリッパートラック
クリッパートラック (CLIPPER TRACK) は、日産自動車が販売している軽トラック。初代は三菱自動車工業から、2代目以降はスズキからそれぞれOEM供給を受ける車種である。
セミキャブオーバー型軽ライトバンのクリッパーバンと同時発表・発売され、日産の販売する軽自動車では、実験的な少数生産に留まった軽規格の電気自動車「ハイパーミニ」を除けば、第一号の「モコ」（スズキ・MRワゴンのOEM品）に次ぐ第二弾となる。
なお、本稿では、初代モデルの後期型および2代目の2024年5月22日以前のモデルにかけて用いられていたNT100クリッパー（エヌティーイチマルマルクリッパー、NT100 CLIPPER）も扱う。

## 歴史

### 初代 U71T/U72T型（2003年-2013年）
- 2003年（平成15年）
  - 8月29日 - 三菱自動車と日産自動車の共同プレスリリースで、ミニキャブのOEM供給に合意した事を発表[1]。同時に新型軽商用車の名称を「クリッパー」に決定したと発表した[2]。
  - 9月16日 - クリッパーバンと共に公式発表。
    - 外観はエンブレム類の変更程度で、ミニキャブトラックと大きな変更はない。グレード体系は「SD（ミニキャブトラック「Vタイプ」相当）」・「DX（同「VX-SE」相当）」・「GL（同「TL」相当）」、「パネルバン」の4グレードを設定し、「SD」と「DX」にはエアコン付仕様も設定される。社内型式はTMA0型だが、正式な車両型式は三菱流のU71T型である。

- 2004年10月20日 - クリッパーバンと共に一部改良。
  - 全車「平成17年基準排出ガス50%低減レベル（☆☆☆）」認定を取得し、2WD・3AT車は「平成22年度燃費基準+5%」を達成した。併せて、グレード体系を見直し、ミニキャブトラックに設定されていた「TL」の廃止に合わせて、最上位グレードの「GL」を廃止した。

- 2005年12月21日 - クリッパーバンと共にマイナーチェンジ。
  - フロントグリルを日産流の「ウインググリル」に変更してミニキャブトラックと差別化したほか、液晶式トリップメーターを追加。さらに、ヘッドランプレベライザーを標準装備し、2006年1月から実施される灯火器（改正）技術基準に適合した。そのほか、「SD」と「パネルバン」にリアマットガードを追加し、「DX」に大型プルハンドルを装備した。

- 2006年12月21日 - クリッパーバンと共に一部改良。
  - 「DX」の4WD・5MT車をベースに、強化リアサスペンションやリブラグタイヤを装備した「DX農繁仕様（ミニキャブトラック「みのり」相当、4WD・5MT車のみの設定）を追加。併せて、助手席側にサイドアンダーミラーを標準装備したほか、速度計表示の精度向上を図ったことで保安基準に適合した。

- 2007年12月21日 - クリッパーバン・クリッパーリオと共に一部改良。
  - 内装色をダークグレー/グレーの2トーンカラーに変更し、キーシリンダー取り付け部の強度を向上。液晶トリップメーターはA・Bの2区間対応式となった。

- 2008年12月22日 - クリッパーバン・クリッパーリオと共に一部改良。
  - 道路運送車両の保安基準及び協定規則への対応のため、フロントフェンダーの形状を変更。また、「SD」・「DX」・「DX農繁仕様」・「パネルバン」にハイマウントストップランプを追加したほか、「パネルバン」にはオゾンセーフエアコン、パワーステアリング、カラードバンパー、シガーライターも標準装備した。

- 2010年
  - 1月8日 - クリッパーバン・クリッパーリオと共に一部改良し、特別仕様車「SD Black-Limited（ミニキャブトラック「黒トラ」相当）」を発表（1月14日販売開始、「Black-Limited」は2月1日販売開始）。
    - インストパネル、メーター、ステアリング周りのデザインを変更し、同時に、半ドア警告灯やAM/FMラジオを標準装備した。また、「SD」はエアコン付の設定が無くなり、パワステとのセットオプションに変更、「DX」はエアコンが標準装備となった。
    - 特別仕様車「SD Black-Limited」は、「SD（エアコン・パワステ装着車）」をベースに、ボディカラーを専用塗装の「ブラック」に変更したほか、フロントグリルとヘッドランプインナーパネルをメッキ化した。

  - 8月17日 - クリッパーバン・クリッパーリオと共に一部改良。エンジンのフリクションを低減し、燃費を向上。また、一部グレードでシート生地を変更して質感を向上した。
- 2012年
  - 1月25日 - バンと共にマイナーチェンジを行い、車名を「NT100クリッパー」に改名。
    - フロントデザインやシート地が変更され、カップホルダー付フロアコンソールボックスの容積を大型化し、ヘッドレストは強度を高めて高さを変更し、シートベルト・シートベルトバックルの取り付け位置を変更した。また、運転席側フロントドアポケットを追加装備するとともに、「SD」にはパワーステアリング、助手席アシストグリップ、前席両側昇降グリップを標準装備し、利便性を高めた。

  - 12月13日 - ミニキャブトラックの一部改良に合わせて一部改良（仕様変更扱い）。2013年1月から施行される灯火器及び反射器等に関する法規に対応するため、特装車の一部を除く全車に後方反射板を追加。JC08モード燃費に対応した。また、グレード体系の見直しを行い、「パネルバン」を廃止した。

- 2013年
  - 11月[3] - 生産終了。在庫対応分のみの販売となる。
  - 12月 - 2代目と入れ替わる形で販売終了。

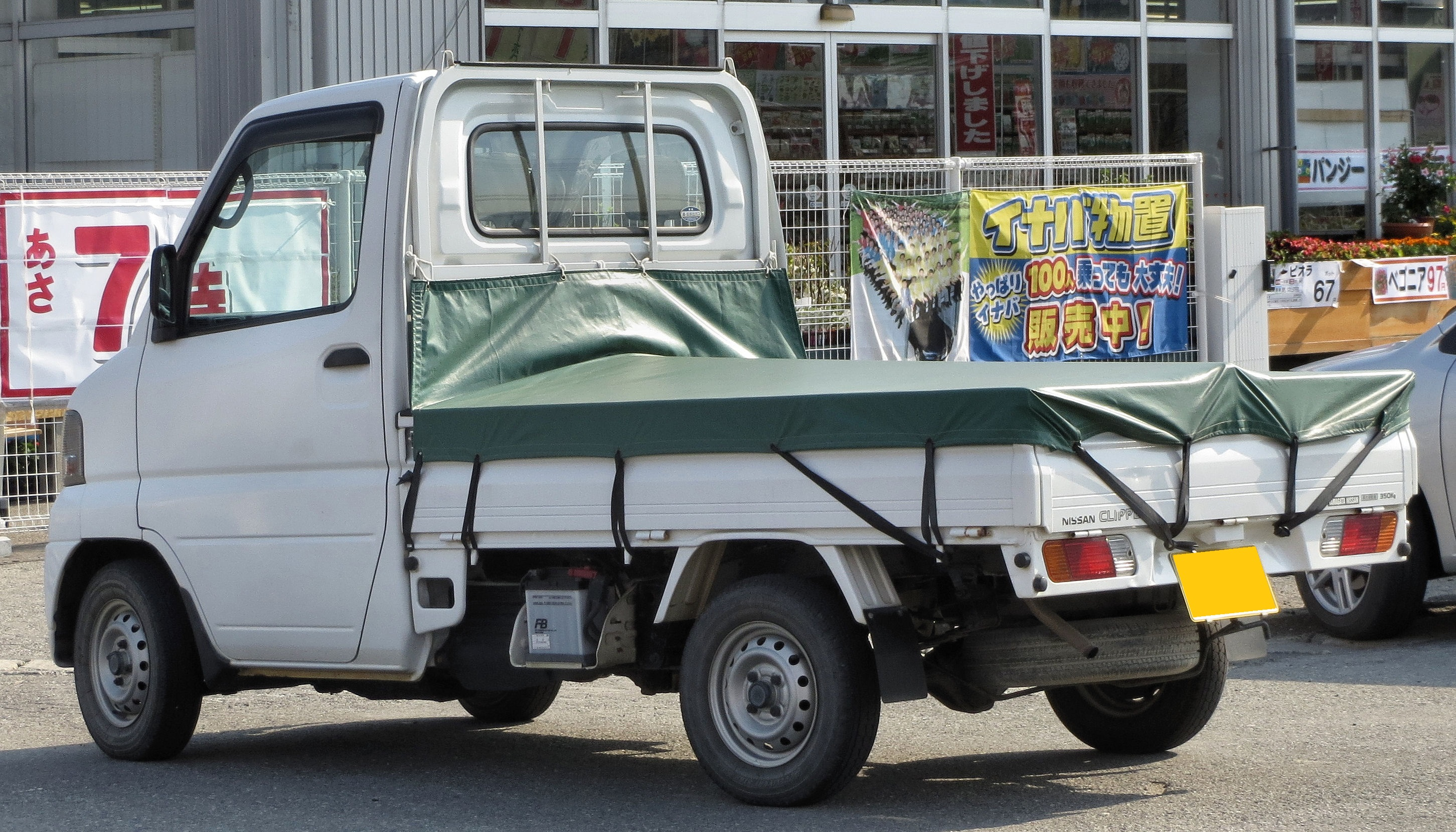
前期型（クリッパートラック） リヤ

### 2代目 DR16T型（2013年- ）
- 2013年
  - 8月29日 - OEM元である三菱自動車の軽商用車（ただし電気軽商用車の「ミニキャブMiEV」は除く）市場の撤退表明に伴い、同年末からスズキより、キャリイのOEMを受け、次期型を販売することが発表された。
  - 12月3日 - NV100クリッパーと共に初のフルモデルチェンジ[4]。なお、社内型式はTYA0型だが、車両型式はスズキ式のDR16T型となった。
    - グレード体系は初代・後期型のグレード体系を踏襲し「SD（キャリイ「KC パワステ」相当、4WD・5MT車のみの設定）」、「DX（同「KC エアコン・パワステ」相当）」、「DX農繁仕様（同「KC エアコン・パワステ 農繁仕様」相当、4WD・5MT車のみの設定）」に加え、初代・前期型で最初の1年間だけ販売されていた「GL」以来となる上位グレード「GX（同「KX」相当）」を加えた4グレードが設定される。なおキャリイの「KC」、「KC パワステ 農繁仕様」に相当するグレードは設定されない。
    - ショートホイールベース化することで最小回転半径は3.6mとなり、荷台はフロア長を2,030mmに拡大し、床面をフラット化するとともに低床化された。ドアの開口高や開口幅を広く取り、シートの座面を低くし、アクセルペダルを前方に、ヒップポイントを後方に設定し、タイヤハウスをシート下に配置された。
    - 一部グレードの4WD・5MT車にはレバー操作による切替が可能な高低速2段切り替え式パートタイム4WDとデフロック機構を装備した。耐久性も高め、防錆鋼板をボディ表面積の95%以上に施し、フレームにも採用。塗装は3層塗装とし、ホイールやフレーム側面にはアンダーコートを塗布され、表面サビ3年・外板穴あきサビ5年（荷台を含む）のサビ保証が標準付帯された。
    - エンジンはNV100クリッパー同様にDOHC化したが、本車種では3代目モコに採用されているR06A型を縦置きレイアウトで搭載するなどして燃費を向上し、全車「平成27年度燃費基準」を達成した。外観はエンブレム類の変更に加え、フロントガーニッシュは初代・後期型（初代NT100クリッパー）を踏襲したVシェイプデザインの専用品に変更され、フロントのエンブレム位置もガーニッシュの中に移される。カラーバリエーションはキャリイと同一である（「シルキーシルバーメタリック」は「DX」・「GX」に設定）。
    - なお、スズキはすでにマツダ向けにスクラムトラックの車種名でOEM供給を行っているため、同車の発売時点で3兄弟車種となった。のちに2014年2月27日にミニキャブトラックもキャリイのOEMに切り替わったため4兄弟車種となった。

- 2015年8月26日 - 一部改良[5]。
  - 全車で燃費が向上され、5MT車は「平成27年度燃費基準+5%」を達成。左右の荷台ステップ下に平シート用フックを追加し、リアのロープフックを2個から3個に増やした。また、防錆鋼板をルーフパネルにも採用したことでボディ表面積の100%を防錆鋼板化された。
  - なお、「GX」は2WD車が廃止されて4WD専用グレードとなり、2WD車は「DX」のみの設定となった[注釈 1]。

- 2017年11月24日 - 仕様向上[6]。
  - 従来「GX」のみに装備されていた助手席SRSエアバッグシステム、助手席プリテンショナーシートベルト、ABSの3点を「SD」・「DX」・「DX農繁仕様」にも拡大し、全グレード標準装備となった。また、電源ソケット（アクセサリーソケット）を全グレードに標準装備され、グローブボックスは容量が拡大された。

- 2018年5月22日 - 一部仕様向上[7]。
  - 「踏み間違い衝突防止アシスト（キャリイでの誤発進抑制機能及び後退時誤発進抑制機能に相当）」が採用され、「GX」に標準装備された。ただし、「SD」・「DX」・「DX農繁仕様」にはメーカーオプションを含めて「踏み間違い衝突防止アシスト」は未設定となる[注釈 2]。

- 2019年9月26日 - 一部仕様向上[8]。
  - ハイビームアシスト、LDW（車線逸脱警報）、インテリジェント エマージェンシーブレーキ（衝突被害軽減ブレーキ、キャリイでの「デュアルカメラブレーキサポート」に相当）、インテリジェント DA（ふらつき警報）、踏み間違い衝突防止アシスト、オートライトシステム、VDC（ビークルダイナミクスコントロール・TCS機能を含む、キャリイでのESPに相当）、ヒルスタートアシスト、先行車発進お知らせなどを装備した「DX セーフティパッケージ（キャリイ「KC エアコン・パワステ スズキ セーフティ サポート装着車」に相当、3AT車のみの設定）」を新設するとともに、「GX」はハイビームアシスト、LDW、インテリジェント エマージェンシーブレーキ[注釈 3]、インテリジェントDA、オートライトシステム、VDC、先行車発進お知らせが標準装備され、3AT車はヒルスタートアシストも標準装備された。ただし、「DX」の5MT車と「DX農繁仕様」に関しては、各種安全装備がメーカーオプションを含めて未設定となる[注釈 4]。
  - なお、「DX セーフティパッケージ」の追加に伴って「SD」が廃止され、エアコンが全車標準装備となった。また、2019年9月にキャリイの一部グレードに追加設定された「ブルーイッシュブラックパール3」、「ノクターンブルーパール」、「クールカーキパールメタリック」の3色はNT100クリッパーでは設定されず、従来通り2色展開となる。

- 2021年8月25日 - 一部仕様向上[9]。
  - 安全装備が拡充され、従来は「DX セーフティパッケージ」・「GX」のみに装備されていたVDCとオートライトシステムを「DX」と「DX農繁仕様」にも拡げて全車標準装備に、ヒルスタートアシストは「DX」の3AT車と「GX」の5MT車も標準装備となった。ただし、ヒルスタートアシストに関しては「DX」の5MT車と「DX農繁仕様」は未設定であった（キャリイでは「KC エアコン・パワステ」の5MT車、「KC エアコン・パワステ 農繁仕様」でも各種安全装備のメーカーオプションの設定によりヒルスタートアシストが装備可能となる）。また、ぬかるみなどの荒れた道で後輪のどちらかが空回りした場合に、空回りする車輪にブレーキをかけてもう一方の車輪に駆動力を伝達することで脱出を図るブレーキLSD（キャリイでの「ぬかるみ脱出アシスト」に相当）を「GX」の4WD・3AT車と「DX」、「DX セーフティパッケージ」に標準装備された。内装では、新たにカードケースが全車に装備された。
  - 「DX農繁仕様」は強化リアサスペンション（4枚リーフサスペンション）が新たに標準装備されたが、キャリイの「KC エアコン・パワステ 農繁仕様」で追加設定された4WD・3ATの設定は無く、従来通り4WD・5MTのみとなる。なお、今回の一部仕様向上に伴い、燃料消費率並びに排出ガスがWLTCモードに対応した[注釈 5]。
  - オーテックジャパン扱いの「ワークユースビークル」シリーズ（後述）も一部仕様向上され、ベース車同様の変更点に加え、東洋ブラザー工業製の保冷車、冷凍車は荷室の室内パネルが抗菌仕様となった。

- 2022年4月20日 - 一部仕様向上[10]。
  - AT車は4速に多段化するとともに、アイドリングストップ機能を搭載したことで燃料消費率を向上。「GX」はヘッドランプをLEDに変更した。
  - 日産モータースポーツ&カスタマイズ扱いの商用特装車「ワークユースビークル」シリーズも一部仕様向上され、ベース車同様にAT車は4速に多段化され、アイドリングストップ機能が搭載された。

- 2024年5月23日 - 一部仕様向上が行われ、同時に車名が2012年1月の初代のマイナーチェンジ以来、約12年5ヶ月ぶりに「クリッパートラック」へ回帰された[11]。
  - 従来はAT車のみだったヒルスタートアシストやアイドリングストップ機能をMT車にも拡大して全車標準装備化。後退時車両直後確認装置も全車に標準装備された。
  - これ以外にも、従来は「GX」のみの装備だった運転席・助手席パワーウインドウ（運転席:ワンタッチ、挟み込み防止機構付）、リモートコントロールエントリーシステム、集中ドアロックを全グレードに拡大して装備され、「GX」はカラードドアミラーが電動格納式リモコンに変更。「DX セーフティパッケージ」と「GX」に装備されている「踏み間違い衝突防止アシスト」は後退時のブレーキ制御機能が追加された。なお、ボディカラーは従来通りホワイトとシルキーシルバーメタリック（「DX農繁」はホワイトのみ）の設定となる。また、今回の一部仕様変更により、フロントエンブレムやステアリングのホーンパッド部のCI、リアゲート左側に装着されているデカール上段の「NISSAN」ロゴが2020年7月以降の現行CI・ロゴとなり、「CLIPPER TRUCK」（リアゲート左側に装着のデカール下段は「CLIPPER」）の書体は従来のNE-01から同年3月に一部仕様変更されたクリッパーバンやクリッパーリオ、先行採用されているC26型セレナやクリッパーEVと同じ書体へ変更された。
  - 日産モータースポーツ&カスタマイズ扱いの商用特装車「ワークユースビークル」シリーズも一部仕様向上され、装備面を強化。ラインナップを保冷車と冷凍車に集約してコンテナを東洋ブラザー工業製に一本化。リアゲートリフター付トラックとダンプが廃止された。

#### グレード
※2024年5月現在
- DX/DX セーフティパッケージ

当車種の標準グレードにして最量販グレードである。ハロゲンヘッドランプ（マニュアルレベライザー付）、マニュアルエアコン（クリーンフィルター付）、パワーステアリング、AM/FMラジオ、運転席・助手席パワーウインドウ（運転席:ワンタッチ、挟み込み防止機構付）、リモートコントロールエントリーシステム（キーレスエントリー1個、スペアキー1個）、集中ドアロック、サンバイザー（運転席・助手席、運転席はチケットホルダー付）、インストボックス、SRSエアバッグ（運転席・助手席）、ABS+EBD等が標準装備される。4ATのみの設定となる「DX セーフティパッケージ」では、「DX」の装備内容にハイビームアシスト、LDW、先行車発進お知らせ、インテリジェント エマージェンシーブレーキ、インテリジェント DA、踏み間違い衝突防止アシストが追加装備される。
キャリイ「KC エアコン・パワステ」及び「スズキ セーフティ サポート」非装着車、スクラムトラック「KC」および「セーフティパッケージ」装着車、ミニキャブトラック「M」に相当。
- DX農繁

農業従事者に特化したグレードで、4WD・5MT専用となる（4AT及び2WDの設定はなし）。「DX」に対し、4WD ハイ(H)/ロー(L) 2スピードトランスファー、プロテクター（トリイ・ゲート）、LEDワーキングランプ、リアゲートチェーン、デフロック、バックブザー、強化リアサスペンション（4枚リーフスプリング）が追加される一方、コンソールのコインホルダーが1個に減らされ、カードホルダーが非装備化される。また、荷台高が5mm長い295mm、荷台幅が5mm短い1,405mmになっている。
キャリイ「KC エアコン・パワステ 農繁仕様」、スクラムトラック「KC 農繁」、ミニキャブトラック「みのり」に相当。
- GX

オーナードライバー向けに特化した最上級グレードで、2015年8月の一部改良以降は4WD専用となっている。「DX」に対し、LEDヘッドランプ、バンパー組み込みハロゲンフォグランプ、電動格納式リモコンカラードドアミラー、2スピーカー、ドアポケット（運転席・助手席）などが追加され、AM/FMラジオはCD一体型（2DINとなる為、インストポケットは非装備化）に、シート地はファブリックに、アウトサイドドアハンドルはメッキにそれぞれ変更。「DX セーフティパッケージ」に準じた安全装備も備わり、5MT車には、4WD ハイ(H)/ロー(L) 2スピードトランスファーとデフロックも装備される。
キャリイ及びスクラムトラック「KX」・ミニキャブトラック「G」に相当。

##### ワークユースビークル
OEM元のキャリイに設定されている特装車同様に、クリッパートラックにも商用特装車が設定されており、同社のNV200バネットなどと同じ「ワークユースビークル」のシリーズ名で発売されている。日産モータースポーツ&カスタマイズ（旧・オーテックジャパン）による架装のため、車種によってはキャリイ特装車とは仕様が異なる。
- 保冷車

荷室の全面に断熱材を使用することで外気温が庫内に与える影響を軽減し、積荷の温度を保って運搬する車両。コンテナは東洋ブラザー工業製を設定（キャリイ特装車は泉工業製）。また、サイドドアを引戸式とすることで価格を抑えた簡易保冷車も設定される。
- 冷凍車

荷室に断熱材と冷凍装置を装備することで積荷の温度を外気温以下に保持することで温度管理が求められる食品などを確実に運搬することが可能な車両。庫内温度の管理がマイナス5度まで可能な中温冷凍車（キャリイ特装車での冷凍車に相当）と庫内温度の管理がマイナス20度まで可能な低温冷凍車が設定されている。
保冷車と同様にコンテナの仕様がキャリイとは異なり、中温冷凍車・低温冷凍車共には東洋ブラザー工業製となる。冷凍機もキャリイ特装車とは仕様が異なり、キャリイ特装車がサーモキング製に対し、東洋ブラザー工業製は菱重コールドチェーン製となる。
なお、コンデンサーがキャビンの上に設置されるノーズマウント式となる。また、キャリイ特装車に設定の移動販売冷凍車に相当する仕様はクリッパートラックでは未設定となる。

## 車名の由来
- 「クリッパー」は、もともと旧プリンス自動車工業が1958年1月に発売した小型・中型トラック（プリンス・クリッパー）で使用されていた車名。クリッパーは「駿馬、俊足を誇る馬」の意味。
- トラックの初代・後期型以降に用いられているNTとは、「日産（Nissan）のトラック（Truck）」、100は「車両総重量1,000 kg クラス」を意味する。

## 特装車シリーズキット製造メーカー
- 中温冷凍車・低温冷凍車・保冷車・簡易保冷車 - 東洋ブラザー工業
- 蓄冷式冷凍車 - オグチ
- リヤゲートリフター付トラック・ダンプ - 新明和工業

## その他
ミニキャブ同様、トラックのキャブ部分を拡大して室内を広くしたキングキャブ（ミニキャブではスーパーキャブ）があるが、元祖と言えるハイゼットジャンボとはミニキャブと合わせても販売台数にかなり差がある。ちなみにキングキャブは元々、ダットサントラック・フロンティアのエクステンドキャブに付けられていた名前。
なお、スズキでは2018年5月16日にラージキャブ仕様の派生モデルとして「スーパーキャリイ」が発表・発売されているが、2代目以降のNT100クリッパーではスーパーキャリイに相当するラージキャブ仕様は設定されていない。